# Aphanogmus captiosus
Aphanogmus captiosus är en stekelart som beskrevs av Andrew Polaszek och Paul Dessart 1996. Aphanogmus captiosus ingår i släktet Aphanogmus och familjen pysslingsteklar. Inga underarter finns listade i Catalogue of Life.